# Вессельн
Вессельн (нім. Wesseln) — громада в Німеччині, розташована в землі Шлезвіг-Гольштейн. Входить до складу району Дітмаршен. Складова частина об'єднання громад КЛГ-Гайдер-Умланд.
Площа — 3,76 км2. Населення становить 1444 ос. (станом на 31 грудня 2020).